# Hōchōdō
 (octobre 2021).

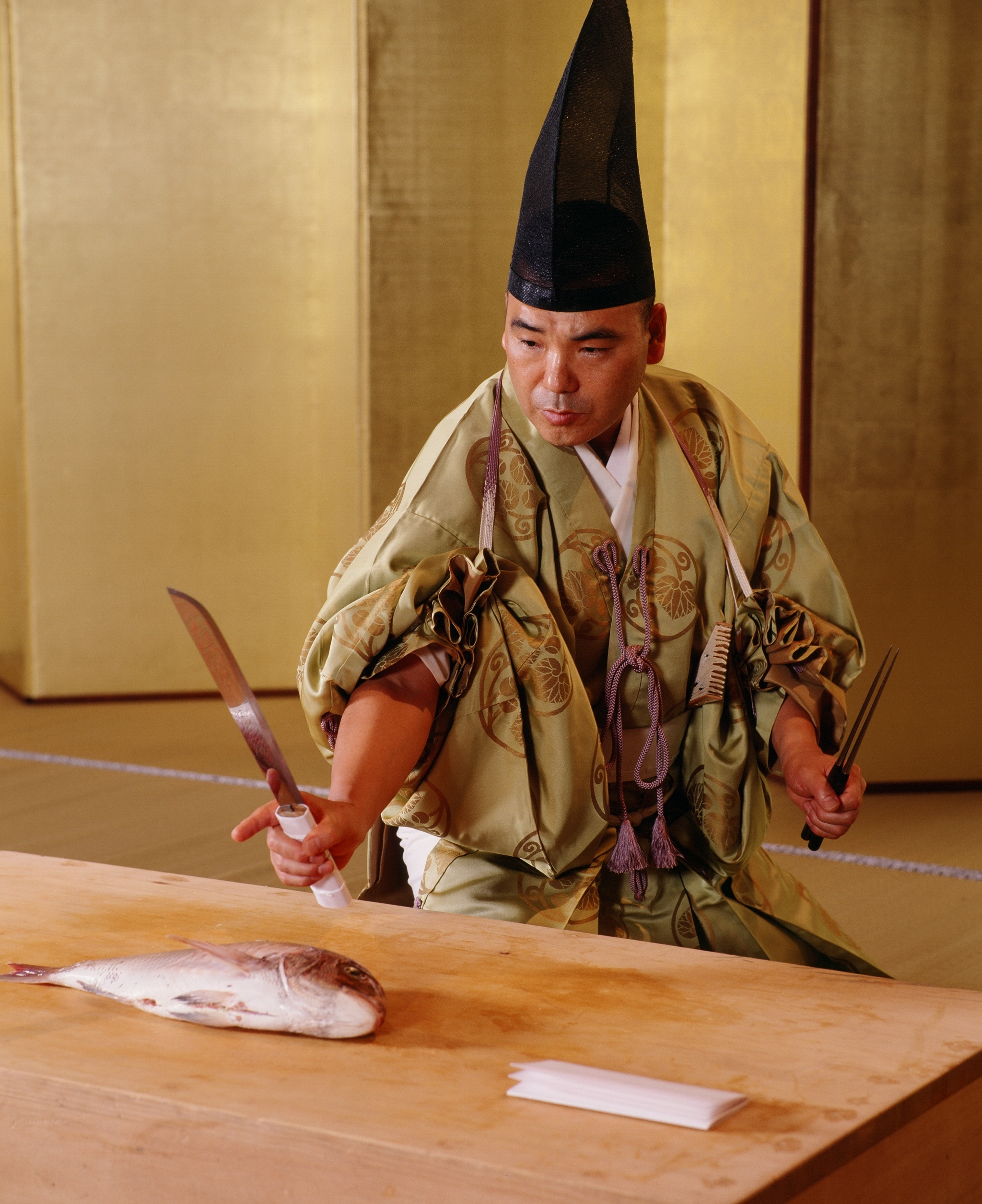
Le chef Yoshimi Tanigawa de Kichisen faisant une démonstration.

Le hōchōdō (庖丁道, la voie du couperet) est une forme d'art culinaire traditionnel japonais consistant à découper en filets un poisson ou une volaille sans le toucher avec les mains.
Elle est également connue sous le nom de hōchōshiki (庖丁式, cérémonie du couteau) ou shikibōchō (式庖丁, couteau de cérémonie), et survit jusqu'à nos jours, avec des démonstrations occasionnelles, notamment à Kyoto.

## Origine
Il s'agit d'un rituel shinto, proprement une offrande aux dieux, et trouve son origine dans la cuisine de cour des yūsoku ryōri, datant de l'époque de Heian.

## Technique
Le filetage se fait en utilisant uniquement un couteau (庖丁, hōchō) et une paire de baguettes métalliques (真魚箸, manabashi), sans toucher le poisson avec les mains. Le chef porte des vêtements de l'époque de Heian, notamment un eboshi (烏帽子) et un hitatare (直垂). L'hitatare comporte des manches longues et un cordon de serrage, qui sert à attacher les manches pendant la cérémonie.

## Écoles
La plus ancienne école est l'école Shijō, « école de la quatrième rue » (四条流, Shijō-ryū), dont l'origine remonte à Fujiwara no Yamakage (藤原山蔭) au début de la période de Heian (IXe siècle). Il était également connu sous le nom de shijō chūnagon (四条中納言, conseiller du milieu de la quatrième rue), en raison du manoir qu'il a construit à l'intersection de la rue Shijō et de la rue Ōmiya (actuelle gare Ōmiya), d'où le nom du style.
La principale école qui subsiste est l'école Ikama (生間流, Ikama-ryū). Le chef actuel (29e génération) est Shigeyoshi Konishi (小西重義) (nom artistique Masayasu Ikama (生間正保)), du restaurant Mankamerō (萬亀楼) dans le quartier Nishijin de Kyoto. Ce style est né au début de l'époque de Kamakura (fin du XIIe siècle), dans des foyers de guerriers auxquels l'empereur avait conféré le nom d'« Ikama ». Dans cette école, l'art est appelé shikibōchō (式庖丁), d'où ce nom communément utilisé aujourd'hui.

## Démonstrations
Le rituel est occasionnellement fait en offrande dans les sanctuaires, avec un horaire irrégulier, et des démonstrations privées sont disponibles sur rendez-vous avec les praticiens. Le principal événement mettant en scène le hōchōdō est une démonstration par de nombreux praticiens lors de l'exposition de cuisine de Kyoto (京料理展示大会), qui se tient chaque année à Kyoto en décembre.